# 銀のロマンティック…わはは
『銀のロマンティック…わはは』（ぎんのロマンティック…わはは）は川原泉による日本の漫画作品。『花とゆめ』（白泉社）にて、1986年3号から7号まで連載。単行本は花とゆめコミックスより全1巻。また、白泉社文庫版では『甲子園の空に笑え!』に併録されている。
フィギュアスケートを題材としている。また数ページごとにサブタイトルがついている。

## 作風
飯沢耕太郎は「本作には川原泉のエッセンスが全て詰まっている」としている。それは居並ぶうんちくと雑学、次々と変化するシリアスとコミカルな表情、一見のほほんとしつつもツボを押さえたストーリー、一般的な少女漫画の慣例に対する批判的な距離感といったものである。しかしながら、現状に違和感を抱くヒロインが運命の人との出会いによって安らぎに満ちた世界との融和に至るというストーリーは少女漫画の王道ストーリーでもある。
現実のフィギュアスケート界では、作品の連載当時と比べると、2003年に採点方法が変更になったり、ルールも大きく異なっている。また、総ページ数が少ないことから、物語内の期間は1年余り、スケートの大会も実質3試合と、強引な展開もみられる。しかし、そのことが逆に読者を笑い、涙に振り回すことにつながっている。
ライターの和智永妙によると、「非・恋愛体質乙女たちの幸福論を描き続けて来た川原泉作品」らしい本作は、「幾多のハードルを、シニカルな笑い」とともに描き、「恋愛よりも尊い」結末となっている。

## あらすじ
クラシックバレエのプロダンサーの子でありながら、自分でもクラシックバレエに向いていないと感じている由良更紗。また、「世界の太もも」「黄金の脚」と呼ばれた日本スピードスケート界の期待の星であったにもかかわらず、不幸な事故で脚を痛めて引退した影浦忍。その二人がひょんなことから出会い、またひょんなことからペアを組んでフィギュアスケートの世界に挑戦していく。
国内大会は日本のペアの選手層の薄さもあり、2人の才能も相まって優勝を飾ることができた。しかし、世界大会の壁は厚かった。2人は長所を活かし、ペアでの4回転（クワドラプル）アクセルジャンプに挑む。しかし、影浦の足首の負傷が悪化し、試合としてスケートを出来るのは麻酔を施しても1度のみと診断される。
世界のペアスケーターたちから、急成長した2人の将来に期待を寄せるコメントの中、将来は無い2人は最後の試合に笑顔で挑んだ。
時が流れ、2人はキラキラ・スケート・クラブの子供たちのコーチとなっていた。
あの試合の結果、「6.0」の連続コールが流れる。

## 登場人物
由良 更紗（ゆら さらさ）
天才バレエ・ダンサー由良紘一の娘。父親に教わったバレエより、母親に教わったスケートの方が好きなようである。父親の説教中もバーを使うことなくトウで立ち続けるなどバレエの技量的な才能はあるが、抒情的な表現力は大きく欠ける。
初めてのジャンプでトリプルアクセル（3回転半）を跳んでしまうジャンプ力がある。聖ミカエル学園高等部在学中。
影浦 忍（かげうら しのぶ）
元スピードスケーター。競技中に相手選手の走行妨害による事故で足首を負傷し、スピードスケートからは引退するが、ひょんなことからフィギュアスケートに転向。彼もまた初めてのジャンプでトリプルアクセルを跳ぶ。
スピードスケーター現役当時、「世界の太モモ」と称えられていた太い足が、皮肉にもハンデとなってしまう。
終盤、フィギュアの練習のため上記の負傷が悪化。選手としては再起不能の診断を受けながらも、麻酔注射によって最後の世界選手権に出場する。
烏山 公明・巴（からすやま きみあき・ともえ）
由良・影浦のコーチ。キラキラ・スケート・クラブ所属。兄妹であり、元ペア・スケーター。
表題である「銀のロマンティック」とは烏山がフィギュアに賭けるロマンティシズムなどを盛り込んだ用語であることが、作中で明らかにされる。
兄弟揃って、独身。
由良 紘一（ゆら こういち）
バレエ・ダンサーであり、同時に振付家・演出家として活躍。亡くなった妻に操を立てている。また、影浦の太ももを地獄の特訓によってバレエ・ダンサーの脚にする。「すがりつくような目」で見つめられるのに弱く、ポチを拾ったのも、影浦の太ももの矯正を引き受けたのも、これがきっかけ。
ポチ
由良家の飼い犬。光るものが大好きで、更紗に首輪にしてもらった金メダルを恩義に感じている。野生の感性で嬢ちゃん、坊ちゃん（由良・影浦）の4回転（クワドラプル）ジャンプの踏み切りタイミングのずれに気がつき危険をかえりみず身をもって伝える。
山田コーチ（やまだ）
影浦のスピードスケーター時代のコーチ。影浦のフィギュアスケート界入りを勧める。後にキラキラ・スケート・クラブ幼年組のコーチになる。
鈴木・佐藤（すずき・さとう）
ペア・スケーター。性格が悪い。自分たちの移籍後にキラキラ・スケート・クラブに入った由良・影浦ペアがマスコミに取り上げられたのが面白くないので、影浦の太ももがフィギュアスケートに通用しないと言い、精神的打撃を与える。しかし、紘一の地獄の特訓によって克服した影浦の脚を見て、ショックを受ける。実力は高いが精神的に脆い一面がある。
穴田アナ（あなだ）
フィギュアスケート実況を担当。「穴田の部屋」という番組も持ち、紘一がゲストとして登場した。

## 書誌情報
- 川原泉『銀のロマンティック…わはは』白泉社〈花とゆめコミックス〉、1986年7月25日発行[6]、ISBN 4-592-11804-9
  - 同時収録「パセリを摘みに」
- 川原泉『甲子園の空に笑え!』白泉社〈白泉社文庫〉、1995年3月17日発売[7]、ISBN 4-592-88312-8